# Архипов, Сергей Георгиевич
Сергей Георгиевич Архипов (12 января 1897 — 25 марта 1991) — советский художник, педагог. Член Союза художников РСФСР; почётный гражданин города Мичуринска.

## Биография
Архипов родился и работал в городе Мичуринске (Козлове) Тамбовской области. Учился в Козловском коммерческом училище (1907—1915), где брал уроки рисования у художника-педагога П. Я. Арклина; в 1915—1916 гг. — в Московском коммерческом институте. Но образование не закончил, был призван в армию, в чине прапорщика участвовал в первой мировой войне. Вернувшись в Козлов, стал заниматься в мастерской А. М. Герасимова, который создал и руководил деятельностью «Коммуны творчества Козловских художников». Однако вскоре Архипов снова был призван — теперь уже в РККА. В её составе сражался на фронтах гражданской войны. После демобилизации продолжил образование. В 1924 году закончил Московский институт народного хозяйства. Вернувшись в Мичуринск, преподавал в техникумах и плодоовощном институте (ныне Мичуринский государственный аграрный университет). 
Участник Великой Отечественной войны.

## Творчество

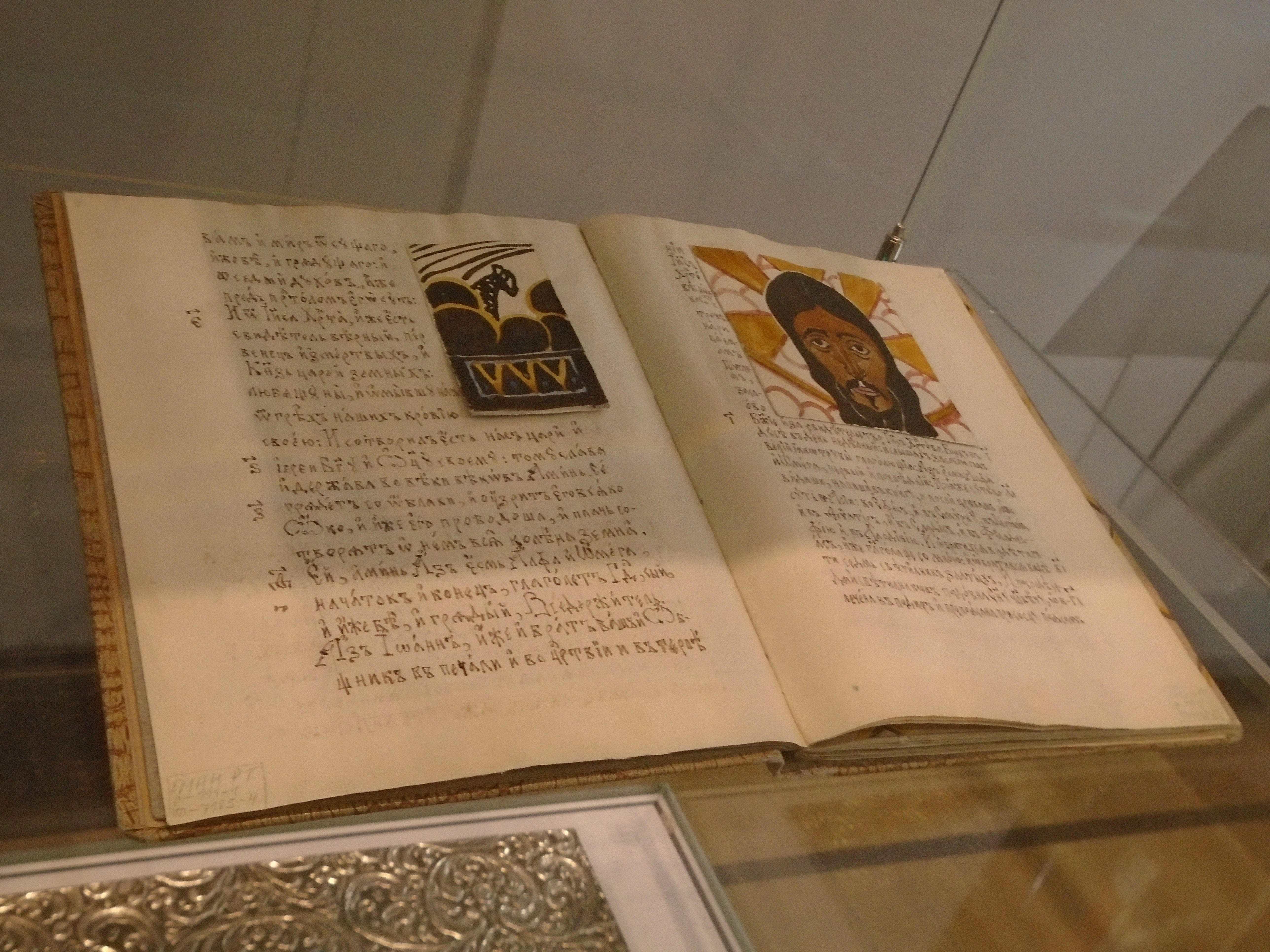
«Апокалипсис» Архипова

На раннем творчестве Архипова сказались события первой мировой и гражданской войны. Лейтмотив творчества художника этих лет — торжество смерти. К этому периоду относится создание им рукописной иллюстрированной книги «Апокалипсис», представляющей собой сокращенный вариант «Откровения Иоанна Богослова». Книга была создана им в 1919 году, когда он находился в Казани. Здесь же «Апокалипсис» для музейной коллекции приобрел заведующий художественным отделом губернского музея Петр Максимилианович Дульский. В настоящий момент книга хранится в фондах Государственного музея изобразительных искусств Татарстана.
Архипов входил в козловскую коммуну художников «Творчество» под руководством А. М. Герасимова, с которым поддерживал дружеские отношения. Знакомство с А. М. Герасимовом оказало большое влияние на Архипова, изменило его взгляды на живопись:
В то время я увлекался импрессионизмом, любил и изучал русскую иконопись и писал как символист. Однако любил и ценил Рылова, Туржанского, Жуковского, а узнав Герасимова, полюбил и его. Под его влиянием я стал заметно отходить от символизма, начал больше работать на природе. Интересно то, что Александр Михайлович никогда не говорил мне ничего отрицательного о моих работах, но тем не менее я начал уходить от символизма к реализму, стал понимать, что надо много и упорно учиться и работать
.
В своем творчестве Архипов большое внимание уделял своему родному городу — Козлову-Мичуринску. Благодаря его картинам сохранен облик его старых улиц, домов и церквей, многие из которых утрачены в настоящее время. Автор картин на исторические и религиозные темы («Основание Козловской крепости», «Наказание разинцев», «Спас»); портретов знаменитых земляков — И. В. Мичурина и И. Г. Рахманинова; книжных иллюстраций. Фундаментальный труд Архипова — рукописный текст «Слова о полку Игореве». Картины С. Г. Архипова выставляются в Мичуринском городском краеведческом музее, в картинной галерее при Доме-музее А. М. Герасимова в Мичуринске, в Тамбовской областной картинной галерее. В Мичуринском краеведческом музее хранятся рукописные воспоминания С. Г. Архипова.